# Spatenmaschine
Die Spatenmaschine ist ein landwirtschaftliches Gerät zur Bodenbearbeitung. Sie wird überwiegend im Gartenbau, in Baumschulen oder im Weinbau genutzt.
Sie dient der Lockerung des Bodens, ähnlich einem Handspaten, und wird im Zuge der Saatbettbereitung eingesetzt, auch als Alternative zum Pflug. Die ersten Versuche, das Umgraben mit einem Spaten auf diese Weise zu mechanisieren, gab es bereits im 19. Jahrhundert zur Zeit des Dampfantriebs.

## Aufbau und Arbeitsweise

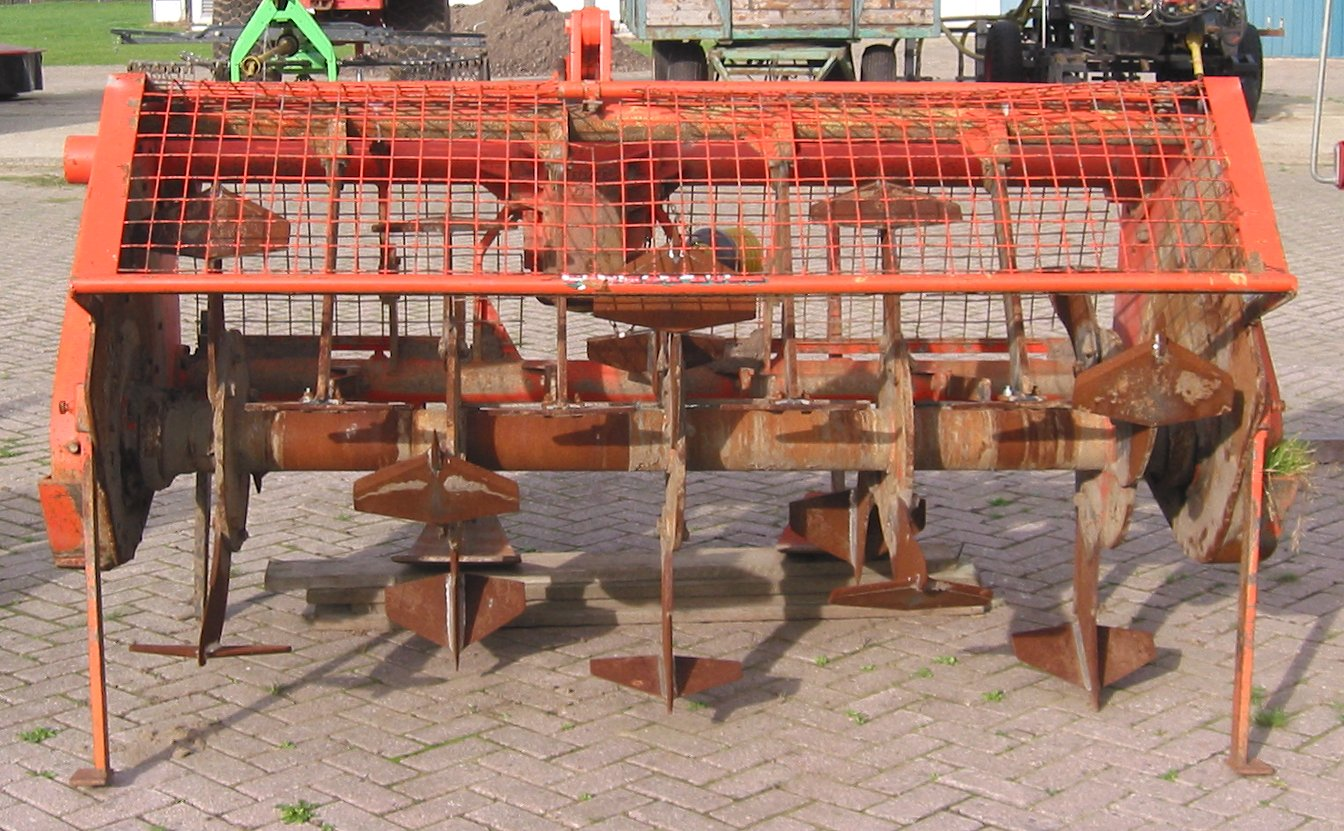
Spatenmaschine, rotierend

Die Arbeitsbreiten von Spatenmaschinen liegen je nach Einsatzgebiet zwischen 60 und 300 cm, wobei sich für Äcker eine große und für kleine Beete eine entsprechend geringere Arbeitsbreite anbietet.  Als Arbeitstiefe lassen sich abhängig von der Auslegung des Gerätes 25 bis 65 cm erreichen. Spatenmaschinen werden mittels Dreipunktaufhängung (s. Dreipunkthydraulik) am Schlepper angebaut und über die Zapfwelle betrieben. Ihre Arbeitsgeschwindigkeit liegt zwischen 2 und 4 km/h. Mit Spatenmaschinen wird der Boden gelockert und grob gekrümelt, aber nicht wie beim Pflügen komplett gewendet und vom Unterboden abgeschnitten.
Es werden zwei grundsätzliche Bauweisen unterschieden: rotierend und stechend-werfend.

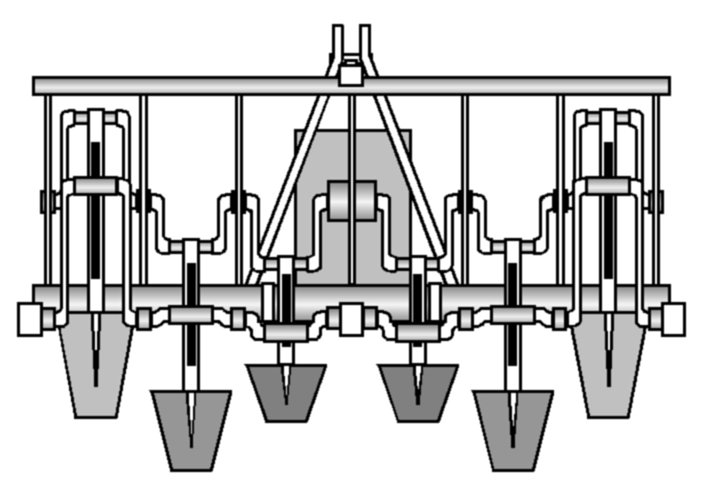
Spatenmaschine, stechend-werfend

### Rotierende Spatenmaschine
Auf einer horizontalen Welle quer zur Arbeitsrichtung befinden sich spatenförmige Messer, die versetzt zueinander angeordnet sind. Diese rotieren ähnlich wie bei einer Fräse. Es ist hierbei das Entstehen eines Schmierhorizontes im Boden möglich.

### Stechend-werfende Spatenmaschine
Bei diesem Typ sind die Spaten an einer gekröpften (abgebogenen) Welle angebracht, sodass sie fast senkrecht in den Boden stechen und diesen nach hinten gegen ein Prallblech werfen.

## Vorteile
Als Vorteile, insbesondere gegenüber dem Pflügen, werden angegeben:
- keine Pflugsohlenverdichtung, da es keine Pflugfurche gibt
- geringe Erosionsgefahr: bei Pflugfurchen, insbesondere im Falle der im Weinbau oft nötigen Bearbeitung längs zur Hangrichtung, besteht eine große Gefahr, dass Mutterboden darin weggespült wird
- Tiefenlockerung möglich
- Bearbeitung sowohl von nassen als auch von harten, trockenen Boden möglich
- da zu lockernder Boden nicht vom Unterboden abgeschnitten wird, bleiben die Wasser- und Luftführung des Bodens erhalten
- der Schlepper muss nur geringe Zugkraft entwickeln, da das Gerät über die Zapfwelle betrieben wird, folglich auch nur geringer Schlupf der Schlepperräder
- randscharfe Bearbeitung schmaler oder eingezäunter Grundstücke möglich

Aufgrund der genannten Vorteile wird die Bodenbearbeitung mit Spatenmaschinen auch als bodenschonend angesehen.

## Nachteile
Als Nachteile werden angeführt:
- absetzige Arbeitsweise: führt zum Schütteln der Maschine, was sich auf den Schlepper überträgt (ergonomisch ungünstig)
- im Vergleich zum Pflug geringere Flächenleistung
- im Vergleich zum Pflug höherer Anschaffungspreis und höhere Kosten für Verschleißreparaturen aufgrund der vielen bewegliche Einzelteile und der komplizierteren Konstruktion
- reparaturanfällig
- bei rotierender Bauweise Entstehung eines Schlemmhorizontes möglich
- nur grobe Krümelung aufgrund größerer Schollen als beim Pflügen

## Hersteller
Hergestellt werden Spatenmaschinen u. a. von:
- Bärtschi-FOBRO AG
- Celli
- Dröppelmann Agrartechnik GmbH
- Falc
- Farmax
- Gramegna
- Imants
- Selvatici
- Sicma (Miglianico)
- Tortella